# 十楽寺 (阿波市)
十楽寺（じゅうらくじ）は徳島県阿波市土成町高尾法教田にある高野山真言宗の寺院。光明山（こうみょうざん）、蓮華院（れんげいん）と号す。本尊は阿弥陀如来。四国八十八箇所第七番札所。本尊の阿弥陀如来坐像及び脇侍の観音菩薩立像と勢至菩薩立像の3躰は鎌倉期の作と云われている。
- 本尊真言：おん あみりた ていぜい からうん
- ご詠歌：人間の八苦（はっく）を早く離れなば 到（いた）らん方（かた）は九品十楽（くぼんじゅうらく）
- 納経印：当寺本尊、愛染明王（2024年4月以降も納経料は従来通り）
- 納経時間：午前7時30分から午後5時まで

## 歴史

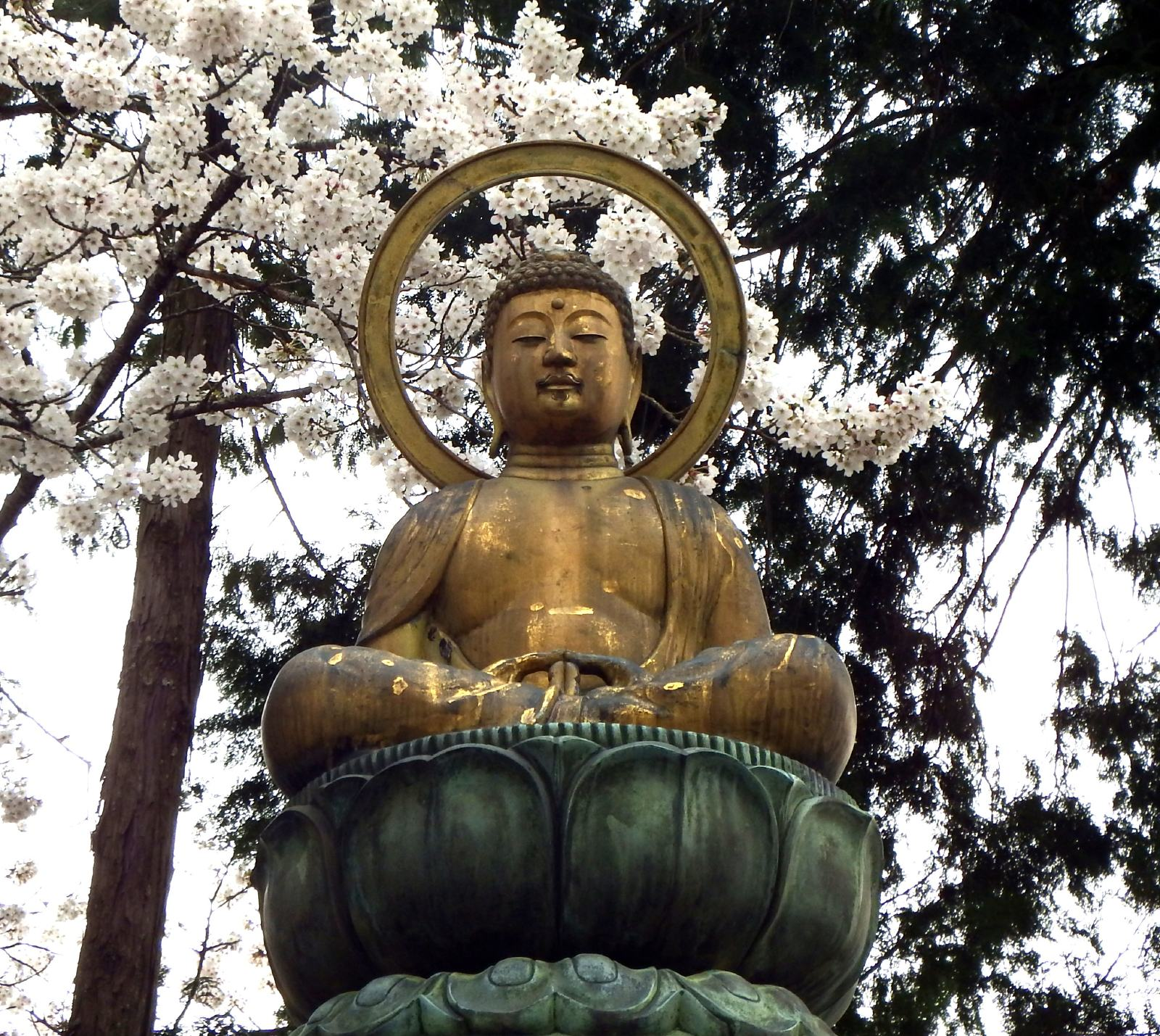
本尊写し仏

寺伝によれば、空海（弘法大師）がこの地に逗留した際に阿弥陀如来を感得し、楠にその像を刻み本尊として祀ったとされる。その際に、空海は人間の持つ八苦（生、老、病、死、愛別離苦、怨憎会苦、求不得苦、五陰盛苦）を離れ、極楽浄土に往生すると受けられる十の光明に輝く楽しみ（聖衆来迎楽、蓮華初会楽、身相神通楽、五妙境界楽、快楽無退楽、引接結縁楽、聖衆倶会楽、見仏聞法楽、随心供仏楽、増進仏道楽）が得られるようにと山号・寺号を「光明山十楽寺」とした。当初は現在地よりおよそ3km離れた十楽寺谷の堂ヶ原に堂宇を建立したものと推定されている。
阿波北部でも有数の広大な七堂伽藍を有していたが、天正10年（1582年）に長宗我部元親の兵火によりすべてが焼失、しかし、本尊・脇仏・舎利仏など大切なものは住職真然と弟子が運び出し大門ケ原に安置したが、弟子は矢に射られ死んでしまった。その後、寛永12年（1635年）に現在地で再建された。

## 境内
- 山門（鐘楼門）
- 中門（遍照殿）：上層は愛染堂として愛染明王が安置されている。東（左）は縁結び、西（右）は縁切りの入口になる。
- 本堂：平成6年本堂の新築。平成26年本尊と脇仏が開帳された。
- 大師堂：大師像を拝観できる。
- 水子地蔵
- 十三不動明王 - 太平洋戦争時の第13期海軍飛行予備学生の慰霊のために建立された。
- 治眼疾目救歳地蔵
- 本尊写し仏 - 本尊は写し仏とは逆の着色で、身体が緑色で台座と光背が金色である。

竜宮門形式の山門を入ると前に水子地蔵が並んでいる。左側の石段を数段上ると遍照殿の額がかけられた中門（「縁結門」と「縁切門」の2つの入り口がある）がありその上層は愛染堂となっている。中門の向かいに手水鉢があり左に奥へ入ると本堂が、さらに左へ行くと治眼疾目救歳地蔵の小堂があって、その先の石段を上ると大師堂がある。本堂の向かいのあたりに十三不動明王像がある。納経所は中門を背にして右にある。
- 宿坊：定員120名
- 駐車場：30台・バス5台。無料。

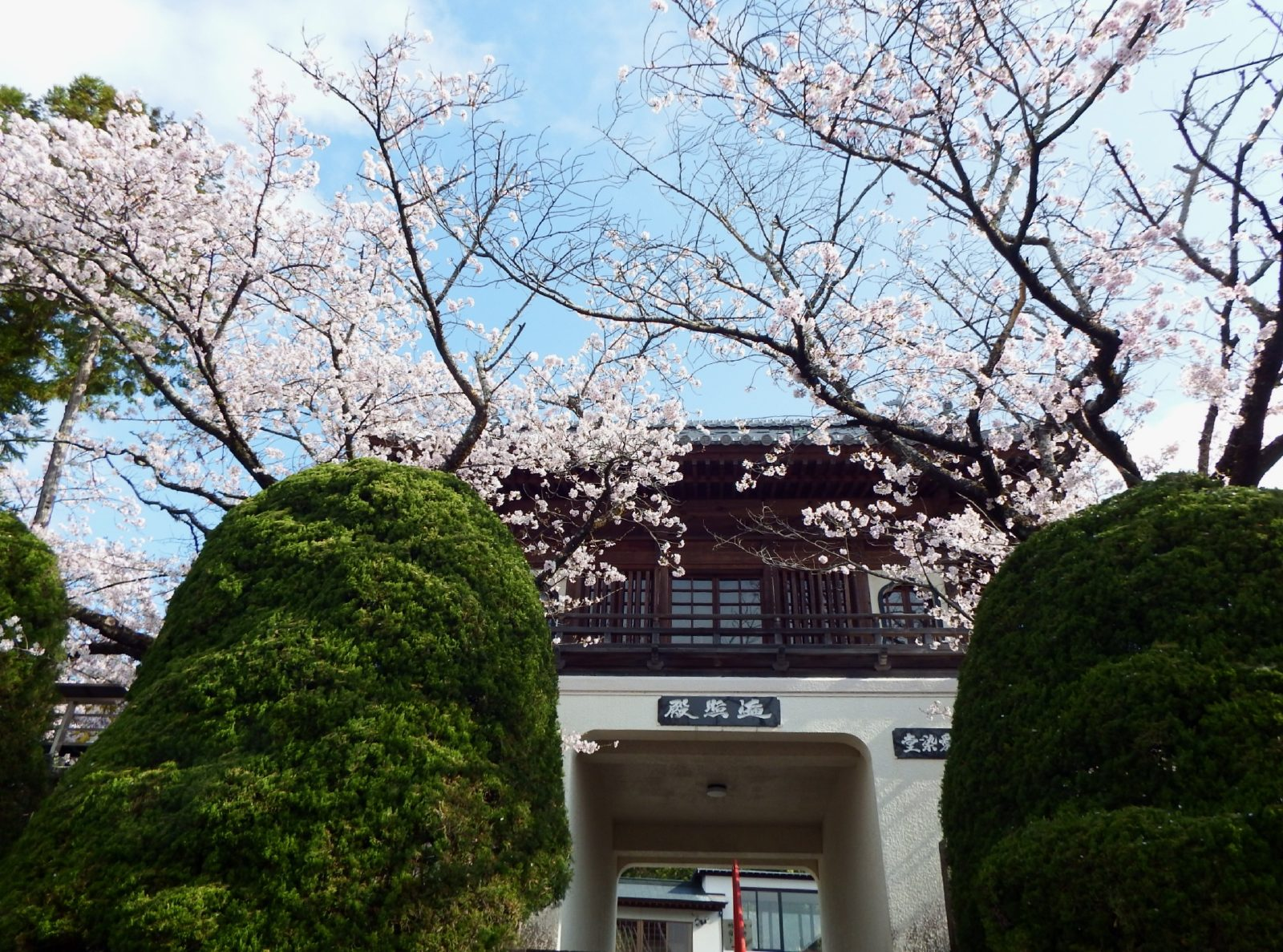
中門の二階は愛染堂
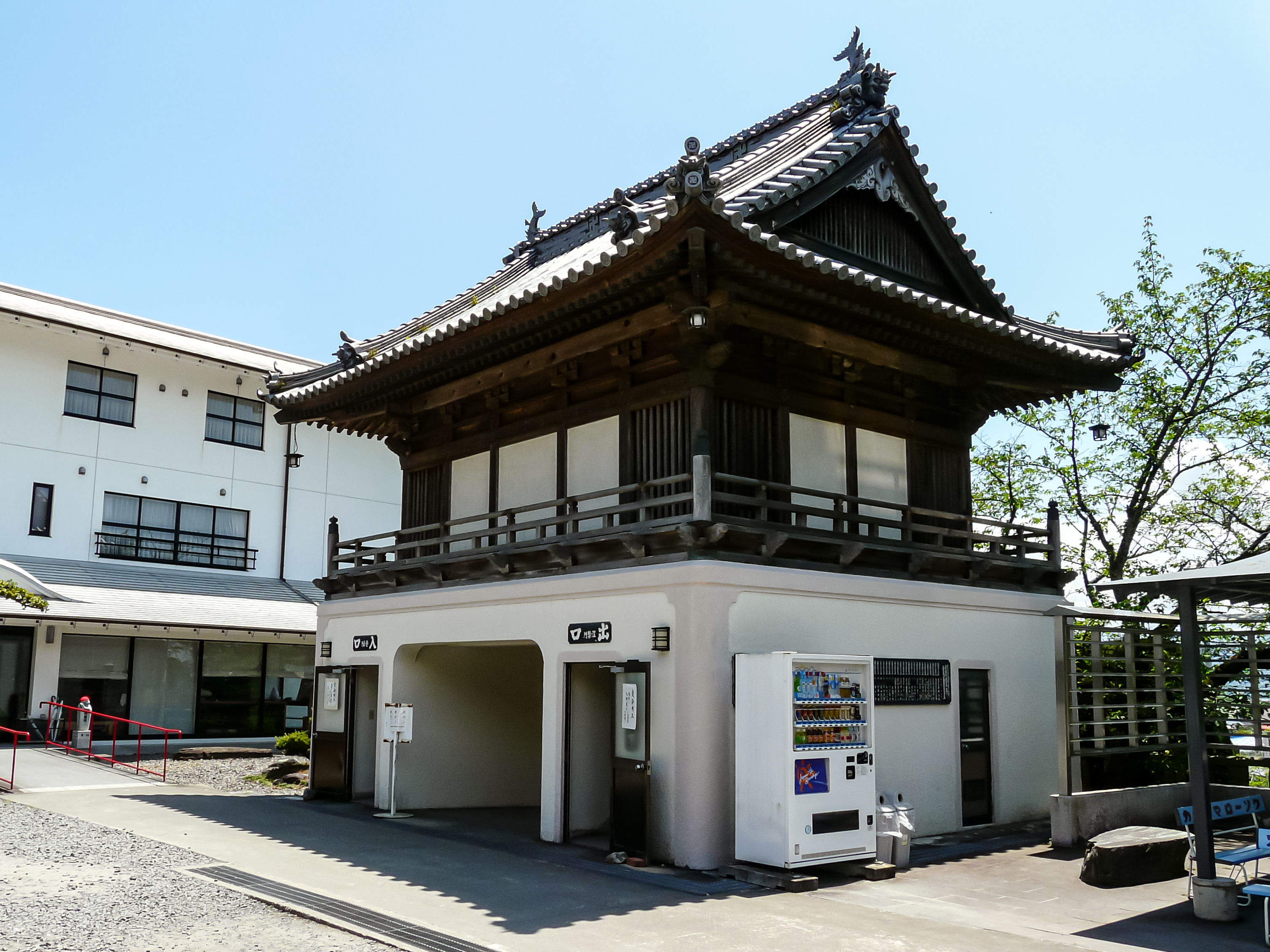
中門（本堂前から）
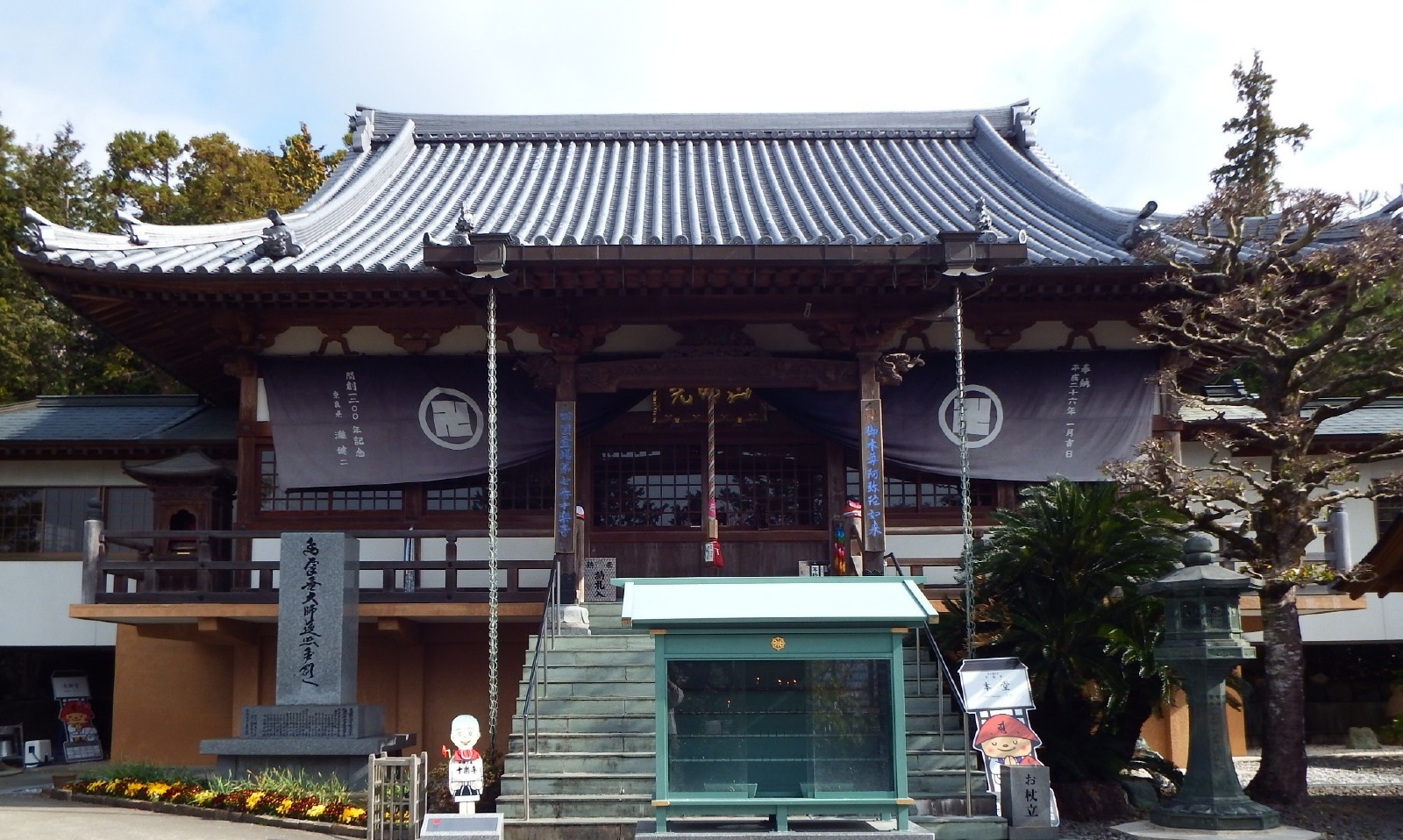
本堂
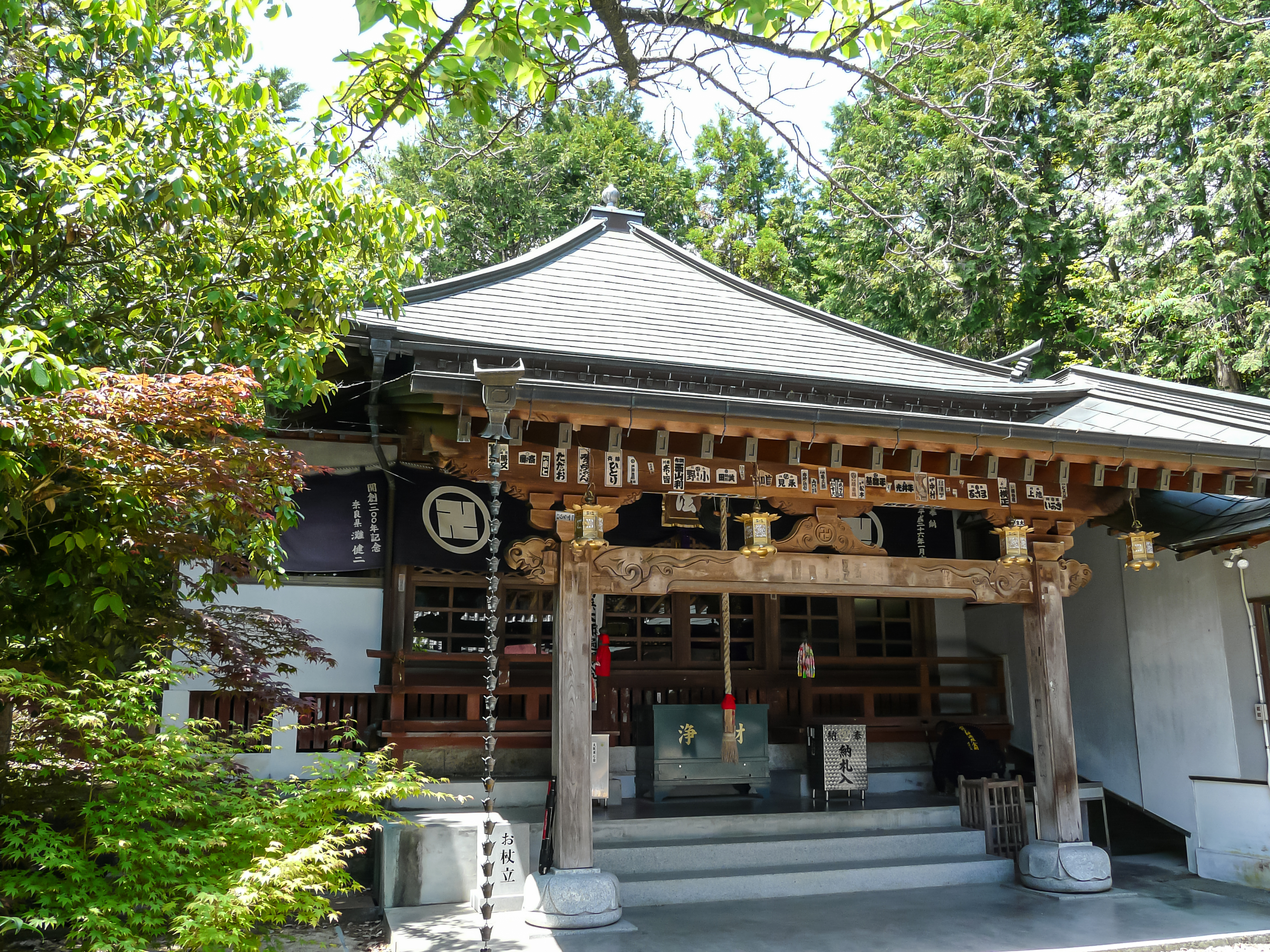
大師堂
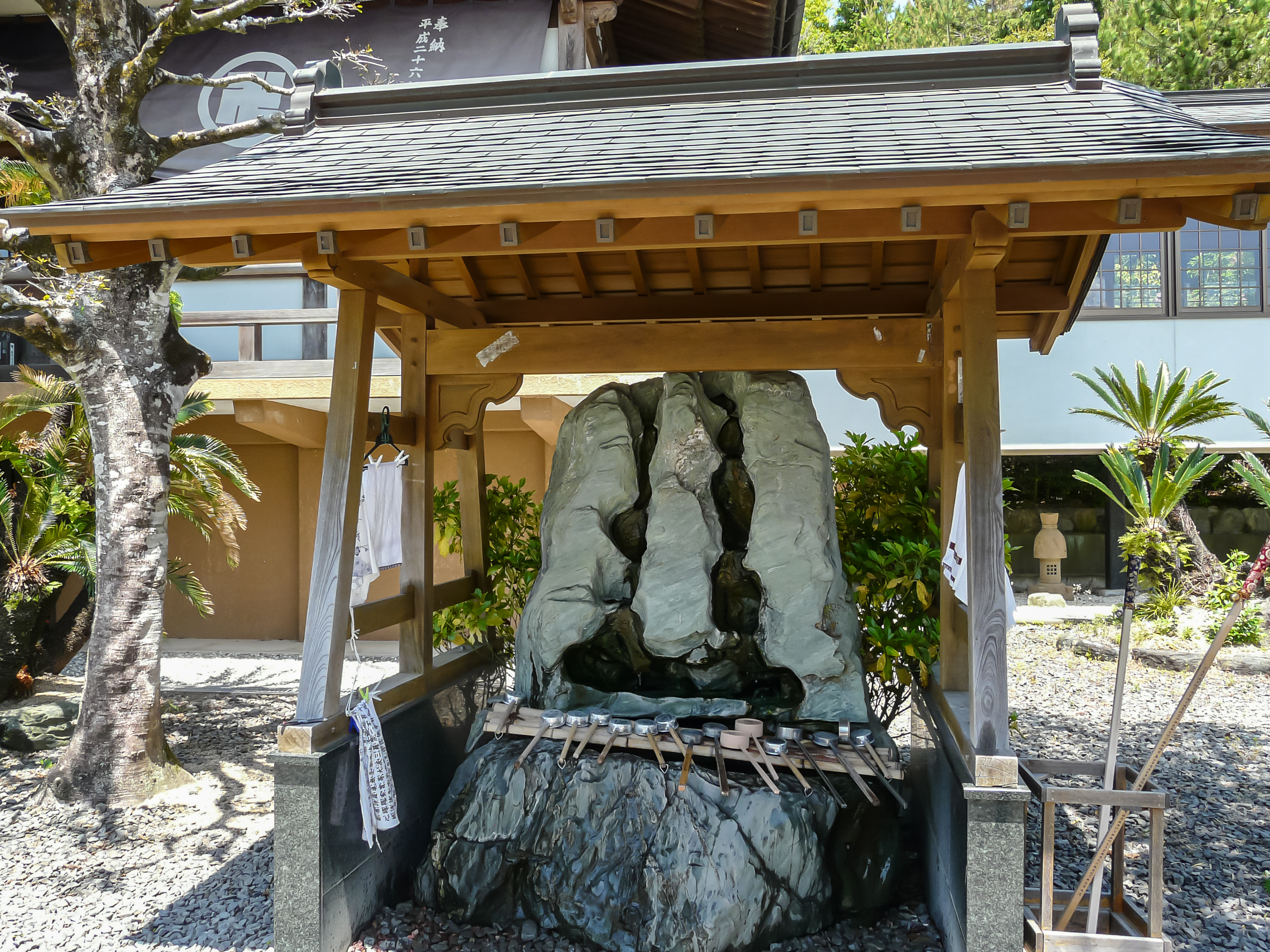
手水舎
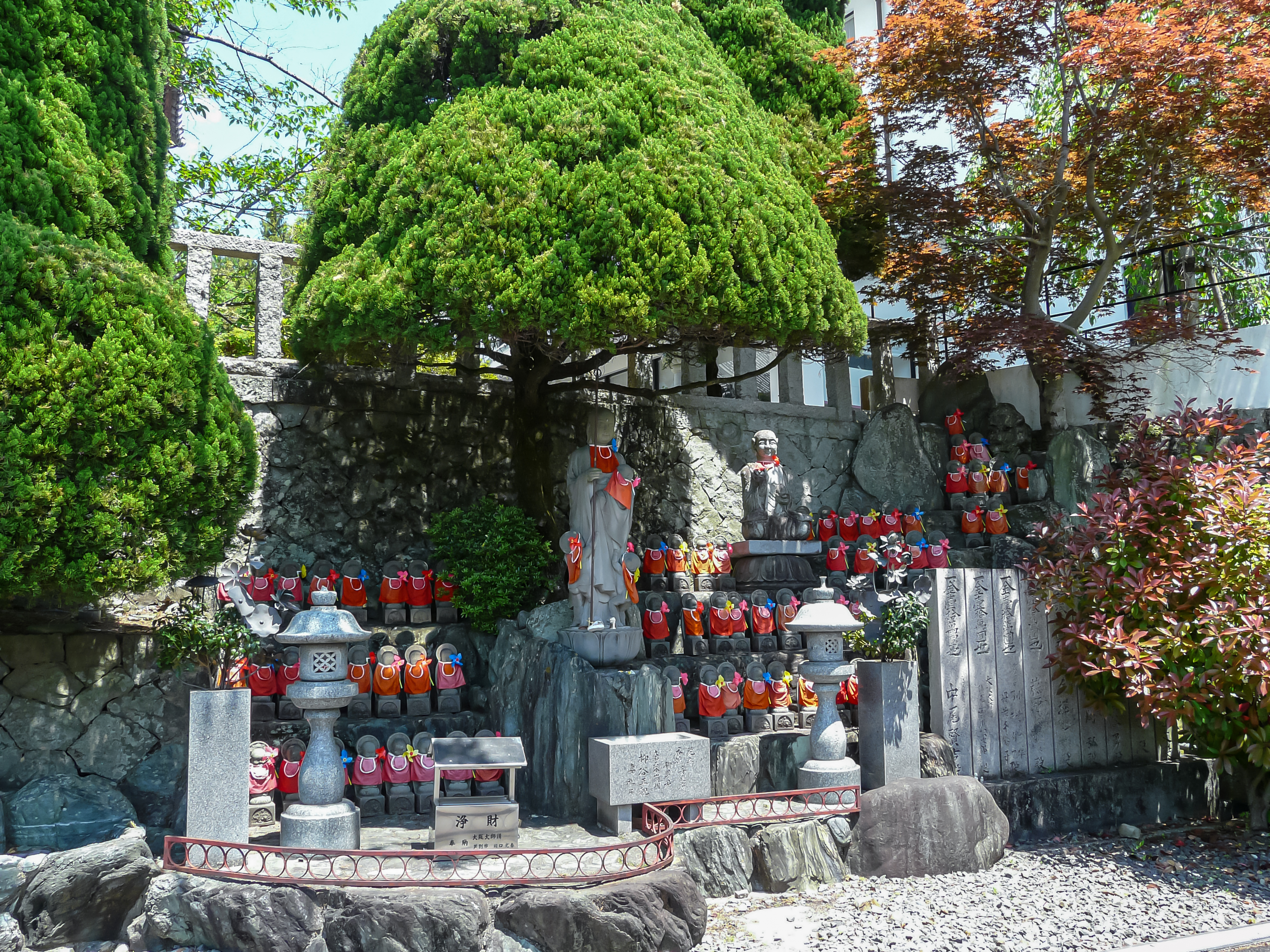
水子地蔵

## 交通案内
鉄道
- 四国旅客鉄道（JR四国） 高徳線 - 板野駅下車 (9.7 km)、徳島線 - 牛島駅下車 (6.4 km)

バス
- 徳島バス 鍛冶屋原線 「東原」下車 (0.8 km)
- 道路
- 一般道：徳島県道139号船戸切幡上板線 土成町高尾 (0.2 km)
- 自動車道：徳島自動車道 土成IC (2.3 km)

## 前後の札所
四国八十八箇所
6 安楽寺 -- (1.2 km)-- 7 十楽寺 -- (4.2 km)-- 8 熊谷寺